# Піщівська сільська рада
Піщівська сільська рада — орган місцевого самоврядування Піщівської сільської територіальної громади Звягельського району Житомирської області з розміщенням у с. Піщів.

## Склад ради

### VII скликання
Рада складається з 22 депутатів та голови.
Перші вибори депутатів оновленої ради громади та Піщівського сільського голови відбулись 29 жовтня 2017 року. Було обрано 22 депутати ради, з них (за суб'єктами висування): самовисування — 13, Всеукраїнське об'єднання «Батьківщина» — 8 та Народна партія — 1.
Головою громади обрали члена БПП «Солідарність», самовисуванця Павла Кравчука, тодішнього Піщівського сільського голову.

### Керівний склад сільської ради
| ПІБ                         | Основні відомості                                                 | Дата обрання | Дата звільнення |
| --------------------------- | ----------------------------------------------------------------- | ------------ | --------------- |
| Кравчук Павло Олександрович | Сільський голова, 1954 року народження, освіта, безпартійний      | 26.03.2006   | 31.10.2010      |
| Кравчук Павло Олександрович | Сільський голова, 1954 року народження, освіта вища, безпартійний | 31.10.2010   |                 |

Примітка: таблиця складена за даними джерела

## Історія
Створена 1923 року в складі сіл Дуплинки (Дублинки), Жеребилівка та Пищів (Піщів) Піщівської волості Новоград-Волинського повіту Волинської губернії.
Станом на 1 вересня 1946 року сільська рада входила до складу Ярунського району Житомирської області, на обліку в раді перебували села Дуплинки, Жеребилівка, Піщів та хутір Піщівський.
29 вересня 1960 року, відповідно до рішення Житомирського облвиконкому № 985 «Про вилучення з обліку деяких населених пунктів в районах області», х. Піщівський знятий з обліку населених пунктів.
На 1 січня 1972 року сільська рада входила до складу Новоград-Волинського району Житомирської області, на обліку в раді перебували села Дублинки, Жеребилівка та Піщів.
7 серпня 2017 року територію та населені пункти ради включено до складу новоствореної Піщівської сільської територіальної громади Новоград-Волинського (згодом — Звягельський) району Житомирської області.
Входила до складу Ярунського (Пищівського, 7.03.1923 р.) та Новоград-Волинського (4.06.1958 р.) районів.

### Населення
Станом на 1923 рік кількість населення сільської ради становила 2 257 осіб, кількість дворів — 480.
Відповідно до результатів перепису населення СРСР, кількість населення ради, станом на 12 січня 1989 року, становила 1 787 осіб.
Станом на 5 грудня 2001 року, відповідно до перепису населення України, кількість мешканців сільської ради становила 1 460 осіб.